# Mihovil Pansini
Mihovil Pansini (Korčula, 29. svibnja 1926. – Zagreb, 13. svibnja 2015.) bio je hrvatski filmski redatelj i liječnik.

## Životopis
Rođen je u Korčuli 29. svibnja 1926. U Zagrebu je diplomirao medicinu 1953., a sedam godina kasnije specijalizirao se za otorinolaringologiju. U Zagrebu je radio na Odjelu za otorinolaringologiju (kasnije Klinika za otorinolaringologiju) bolnice Sestre milosrdnice. Bio je profesor na Filozofskom i Medicinskom fakultetu Sveučilišta u Zagrebu. Godine 1953. debitirao je amaterskim filmom Gospodin doktor. Među njegove značajne filmove ubrajaju se Piove (1958.), Siesta (1958.), Dvorište (1963.) i Zahod (1963.), Scusa signorina (1963.) i  K-3, ili čisto nebo bez oblaka (1963.). Bio je začetnik i glavni teoretičar GEFF-a. Umro je Zagrebu 13. svibnja 2015.